# Лус (станція)
Станція Лус (порт. Estação da Luz) — залізнична станція в окрузі Лус міста Сан-Паулу, Бразилія. Станція є терміналом для поїздів CPTM та метро Сан-Паулу, об'єднуючи багато ліній обох систем. Станція також відома Музеєм португальської мови, відкритим у її будівлі в 2006 році.

## Історія

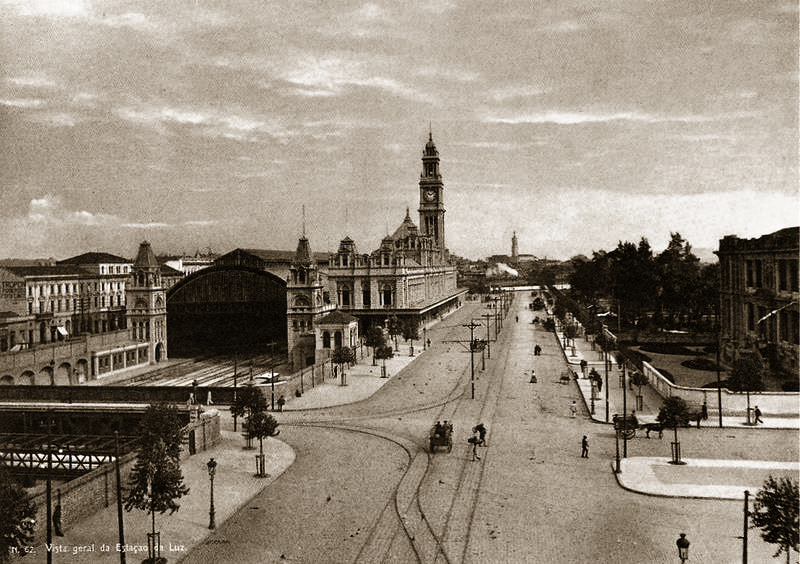
Станція Лус в 1900 році

Станція була збудована наприкінці 19 століття як головний термінал Залізниці Сан-Паулу. Протягом перших десятилість 20 століття вона була головним входом до міста, через що вона мала велике економічне значення, як головний транспортний вузол, куди доставлялася кава з плантацій штату для перевезення до порту Сантус та експорту, а у зворотнему напрямку перевозилися всі імпортні товари.
Сучасна будівля була відкрита в 1901 році, збудована за прикладом станції Фліндерс-Стріт в Мельбурні за проектом англійського архітектора Генрі Драйвера під керівництвом компанії Walter Macfarlane & Co з Глазго. Матеріали для будівництва переважно постачалися з Великої Британії.
В 1940-ти роках станція постражджала від пожежі та була перебудована, до неї був доданий ще один поверх. З того часту залізничний транспорт в Бразилії втратив значення, так саме як і округ Лус, що привело до втрати значення і станцією. Проте в 1990-тих і 2000-них роках із розвитком нових транспортний систем міста та ростом його економічного значення станція знов отримала значення та була перебудована. На станції заставлено тактильне покриття.

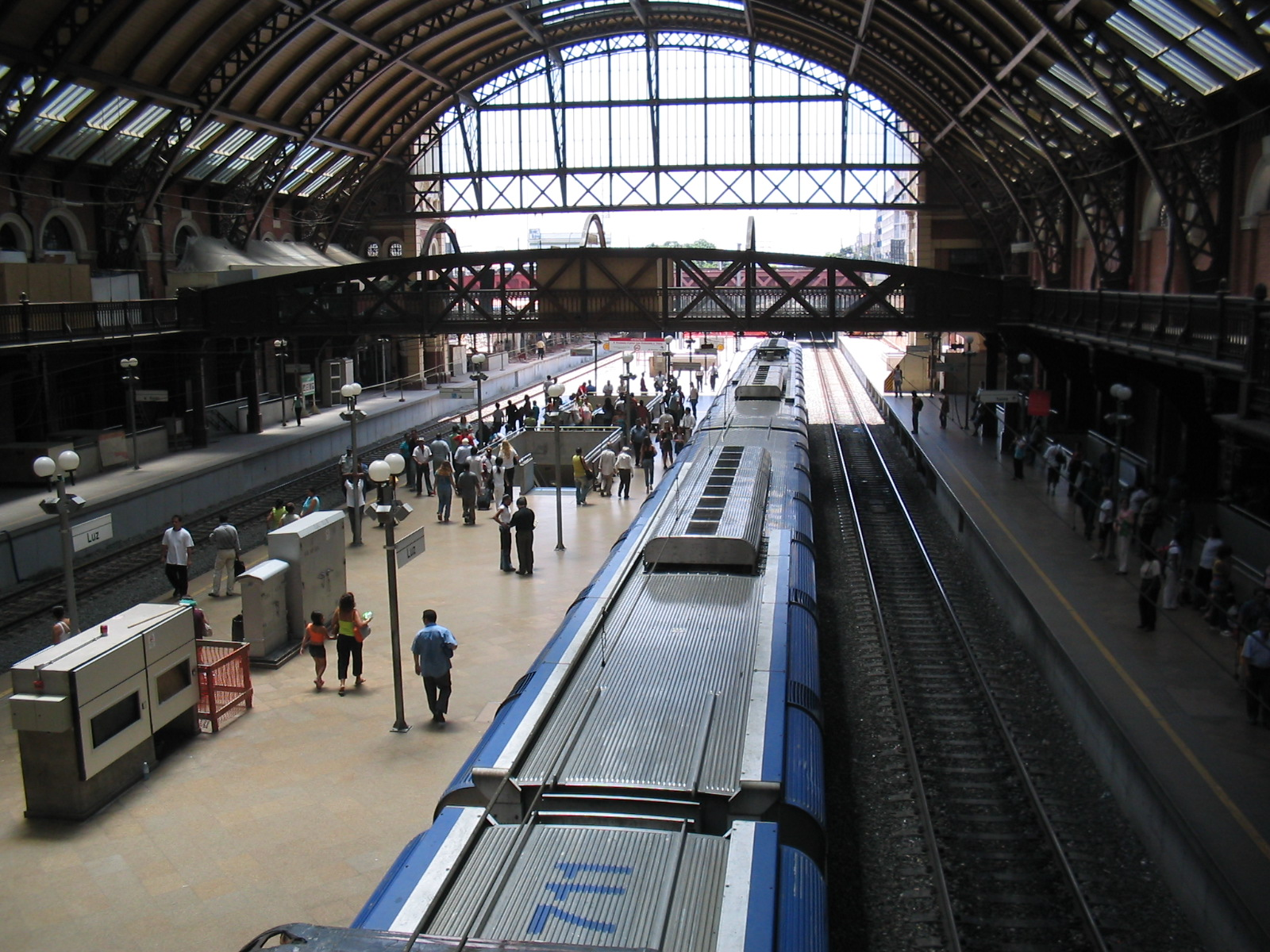
Інтер'єр станції

## Культурне значення
Протягом десятиліть станція домінувала над ландшафтом міста, а її годинник був головним, за яким звірялися всі годинники міста. Також станція залишається архітектурною пам'яткою, що показує вплив традиційної архітектури району міста, багато в чому вона визначала обличчя міста.
Із будівництвом метро Сан-Паулу в 1970-тих роках, біля станції був збудований монумент Ромуса ді Азеведу, що змінив вигляд району та додав монументальності станції.

## Транспортні лінії
Станція Лус є другою за пасажиропотоком станцією містського транспорту Сан-Паулу та станція, через яку проходить найбільше число ліній: лінії 7, 10 і 11 CPTM та лінії 1 і 4 метро.

### Діючі лінії
| Лінія       | Кінцеві станції           | Число станцій | Головні напрямки                                                                          | Час руху (хв) | Інтервали (хв) | Час роботи                                 |
| ----------- | ------------------------- | ------------- | ----------------------------------------------------------------------------------------- | ------------- | -------------- | ------------------------------------------ |
| 1 Синя      | Тукуруві ↔ Жабакуара      | 23            | Метро                                                                                     | 44            | 1-10           | Щоденно, з 4:40 до 0:32.                   |
| 4 Жовта     | Лус ↔ Віла-Соня           | 11            | Метро                                                                                     | -             | -              | Будується                                  |
| 7 Рубінова  | Лус ↔ Жундіаї             | 18            | Каєйрас, Франку-да-Роша, Франсіску-Морату, Кампу-Лімпу-Пауліста, Варзеа-Пауліста, Жундіаї | 75            | 8-22           | Щоденно, з 4:00 до 0:00 (субота до 01:00). |
| 10 Бирюзова | Лус ↔ Ріу-Гранді-да-Серра | 14            | Санту-Андре, Сан-Каетану-ду-Сул, Мауа, Рібейран-Прету, Ріу-Гранді-да-Серра                | 55            | 7-15           | Щоденно, з 4:00 до 0:00 (субота до 01:00). |
| 11 Коралова | Лус ↔ Естудантіс          | 16            | Феррас-ді-Васконселус, Поа, Сузану, Можі-дас-Крузіс                                       | 75            | 7-20           | Щоденно, з 4:00 до 0:00 (субота до 01:00). |

### Лінії, що проектуються

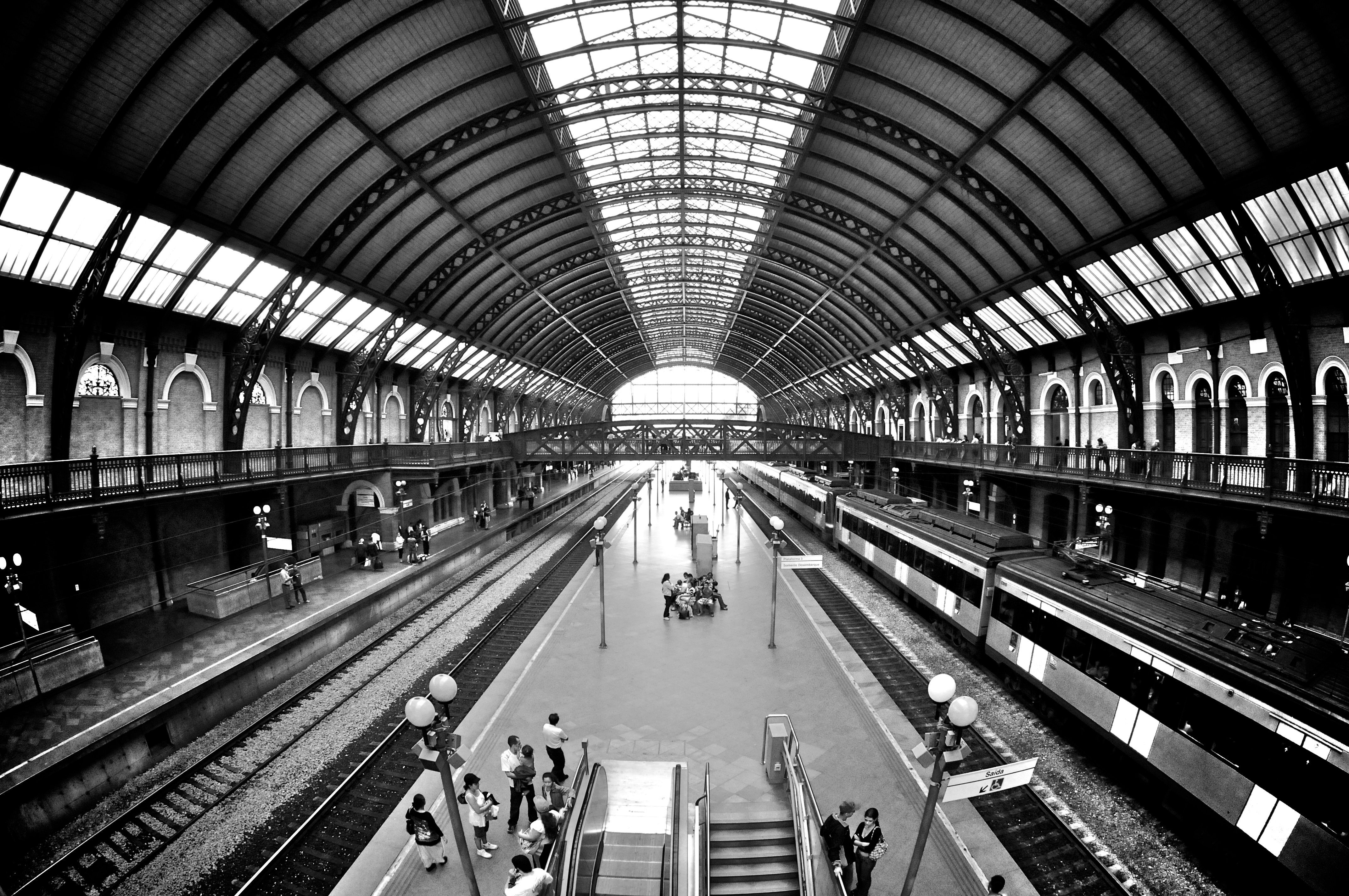

| Лінія          | Кінцеві станції                 | Число станцій | Головні напрямки                      | Час руху (хв) | Інтервали (хв) | Відкриття |
| -------------- | ------------------------------- | ------------- | ------------------------------------- | ------------- | -------------- | --------- |
| 14 Оніксова    | Лус ↔ Міжнародний аеропорт      | 3             | Аеропорт Гуарульюс                    | 25            | 15             | 2012      |
| 10 Експрес ABC | Лус ↔ Мауа                      | 5             | Санту-Андре, Сан-Каетану-ду-Сул, Мауа | 45            | 6              | Невідомо  |
| TAV Ріо-SP     | Ріо-де-Жанейро ↔ Лус ↔ Кампінас | 3             | Ріо-де-Жанейро, Кампінас              | 105           | -              | 2015      |

### Закриті лінії
| Лінія                    | Кінцеві станції  | Число станцій | Головні напрямки                                                                                 | Час руху (хв) | Адміністрація                                                                            |
| ------------------------ | ---------------- | ------------- | ------------------------------------------------------------------------------------------------ | ------------- | ---------------------------------------------------------------------------------------- |
| Залізниця Сантус-Жундіаї | Сантус ↔ Жундіаї | 33            | Сантус, Сан-Каетану-ду-Сул, Санту-Андре, Каєйрас, Кампу-Лімпу-Пауліста, Варзеа-Пауліста, Жундіаї | 90            | Залізниця Сан-Паулу (1867—1946), Залізниця Сантус-Жундіаї (1946—1975), RFFSA (1975—1994) |